# Юсупов Борис Миколайович
Борис Миколайович Юсупов (1794—1849) — російський поміщик і благодійник, гофмейстер з роду Юсупових. Єдиний син і спадкоємець князя М. Б. Юсупова. Власник найбагатших маєтків і організатор садиби Ракитне.
Початкове виховання отримав у батьківському домі під наглядом матері, а потім провів кілька років в модному французькому пансіоні, яким завідував в Петербурзі відомий абат Шарль Ніколь, згодом директор Рішельєвського ліцею в Одесі. Витримавши іспит в С.-Петербурзькому педагогічному інституті, князь Юсупов з серпня 1815 року став служити в Міністерстві закордонних справ. У 1817 році отримав придворне звання камергера.
Незліченне багатство робило Юсупова цілком незалежним; йому не було потреби вдаватися до лицемірства; він не дорожив службою і постійно сварився з важливими особами, викликаючи на себе їх незадоволення своїми колючими дотепами і глузуванням.
Півтора року він подорожував по Європі.
Незабаром Юсупов був проведений в чин церемоніймейстера (1826) і отримав призначення бути членом Коронувальної комісії імператора Миколи І. У 1829 році Юсупов був нагороджений орденом Святого Володимира 3-го ступеня, служив в Міністерстві фінансів. У 1833 році став дійсним статським радником.
З 1839 року Юсупов був почесним опікуном, завідуючи опікою вдів, сиріт і вихованців дитячого будинку. У тому ж році петербурзьке дворянство обрало його повітовим предводителем, а Царськосельске — своїм представником в Петербурзі. Юсупов керував кілька років експедиціями відзнаки за бездоганну службу і ордена Святої Анни, був членом мануфактурної ради при Міністерстві фінансів і керуючим експедицією карткового збору, займався врегулюванням виробництва і продажу гральних карт.
У 1840 році отримав придворне звання «на посаді гофмейстера». З 1841 року був членом Комісії про ремісників.
У 1845 році князь Юсупов був нагороджений чином гофмейстера. Влітку 1849 року він був призначений Головним директором виставки промислових творів в Петербурзі.